# رومئو و ژولیت (فیلم ۲۰۱۳)
رومئو و ژولیت (انگلیسی: Romeo and Juliet) فیلمی در ژانر درام و رمانتیک است به کارگردانی کارلو کارلئی که در سال ۲۰۱۳ منتشر شد.

## بازیگران
- هیلی استاینفلد
- داگلاس بوث
- پل جیاماتی
- دامیان لوئیس
- کریستین کوک
- اد وستویک
- کدی اسمیت-مک‌فی
- لائورا مورانته
- لسلی منویل
- ناتاشا مک‌الهون
- سیمونا کاپارینی
- استلان اسکارشگورد
- تام ویزدم
- توماس آرانا
- انتان الکساندر